# Rune Factory 2: A Fantasy Harvest Moon
Rune Factory 2 (ルーンファクトリー2) é uma seqüencia do jogo de RPG e simulação Rune Factory: A fantasy Harvest Moon desenvolvido pela Neverland Co., Ltd. e pela Marvelous Interactive Inc. para o portatil Nintendo DS.

## História
A sequência de Rune Factory se passa muitos anos depois de Raguna derrotar os planos maquiavélicos do Empério Sech. As coisas andam em paz no Reinado Norad. No vilarejo de Alvanna, um homem perdido é encontrado por uma jovem, Mana.
Diferente de outros jogos da série Harvest Moon, a série Rune Factory combina elementos de RPG e simulação de fazenda, fugindo do padrão de tarefas de plantar, cuidar de animais, e etc., complementando o jogo com lutas contra monstros em dungeons, com a possibilidade de treiná-los para trabalharem em sua fazenda.

## Personagens
- Kyle: O protagonista da história. Um jovem que possiu um passado misterioso e que perdeu a memória, e decide ficar em Alvanna onde acaba se casando com uma das pretendentes.
- Mana: Mana é a jovem com quem Kyle se encontra assim que chega na aldeia de Alvanna. Ela é muito enérgética e romântica. Ela vive com seu pai, Douglas, na loja de sementes de cidades. Após a construção da escola ela se torna, na segunda metade do jogo, uma professora.
- Alicia: A vidente de cidade, Alicia é uma jovem que não espera a sorte, mas faz o futuro acontecer, literalmente. Suas previsões são sempre exatas, sendo especialista na previsão do tempo. Ela é filha de Natalie, a médica da cidade, e irmã de Ray.